# Čerčanský chlum
Čerčanský chlum (530 m n. m.) je vrch ve Středočeském kraji. Nachází se nedaleko od obce Čerčany směrem na jihovýchod a je součástí Benešovské pahorkatiny.
Noční výlet na Čerčanský chlum v roce 1930 inspiroval novináře Ferdinanda Peroutku k tomu, aby začal psát knihu Budování státu.
Na Čerčanském chlumu se nachází dříve zasypaný, nyní již odkrytý vojenský objekt typu ÚŽ-6a.

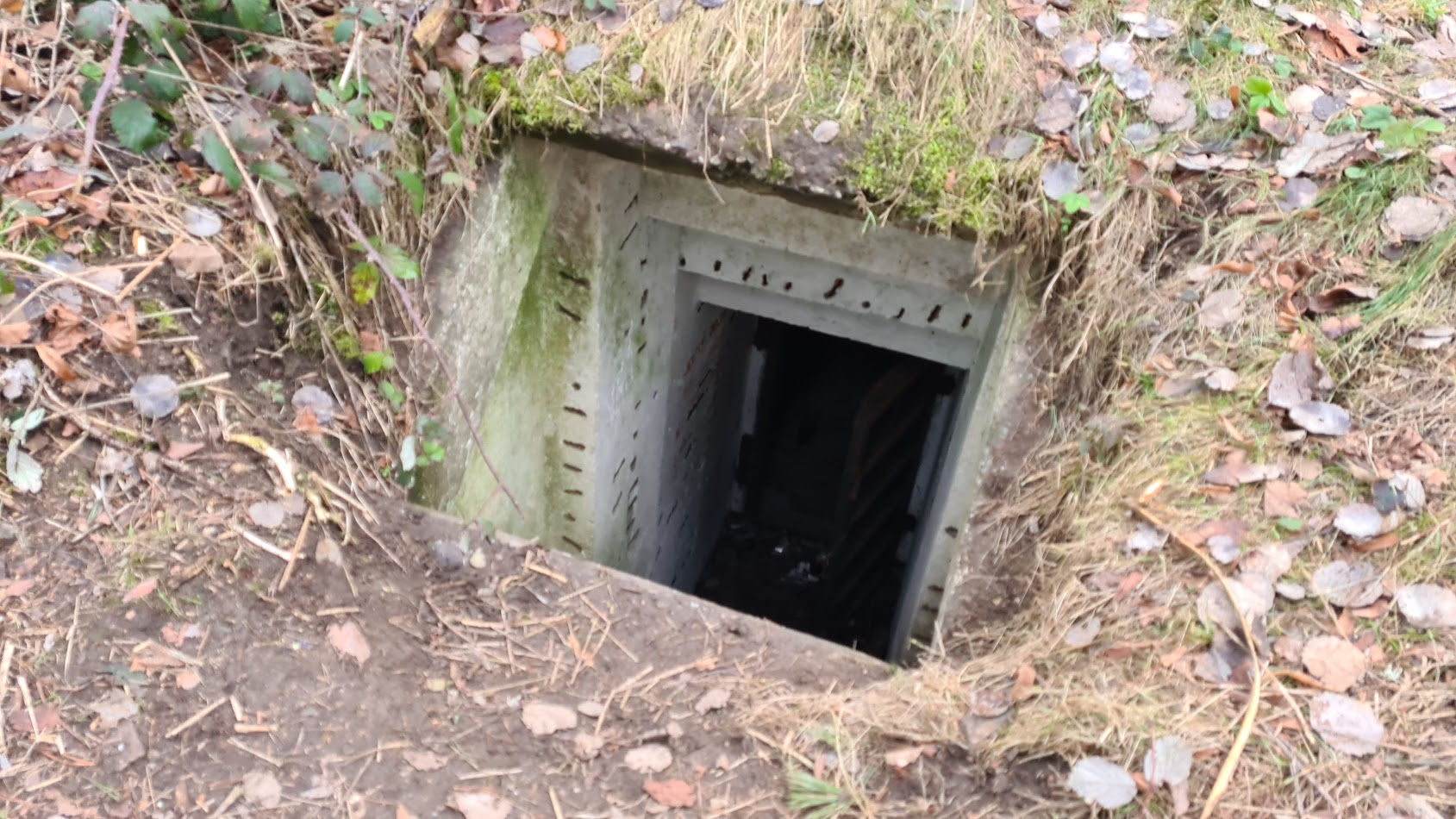
Vojenský objekt ÚŽ-6a nacházející se na vrchu Čerčanský chlum.